# Pascal Deramé
Pascal Deramé (Nantes, 25 juli 1970) is een Frans voormalig wielrenner.

## Belangrijkste overwinningen
1993
Bordeaux-Saintes
1994
Ronde van de Finistère
Ronde van de Loire-Atlantique
1996
3e etappe Ronde van Poitou-Charentes
2002
GP de Lillers

## Resultaten in voornaamste wedstrijden
| Jaar | Ronde van Italië | Ronde van Frankrijk | Ronde van Spanje |
| ---- | ---------------- | ------------------- | ---------------- |
| 1997 |                  | 131e                |                  |
| 1998 |                  | 84e                 |                  |
| 1999 |                  | 140e                |                  |
| 2000 |                  | 111e                |                  |
| 2001 | 119e             |                     |                  |

| Jaar | Milaan-San Remo | Gent-Wevelgem |
| ---- | --------------- | ------------- |
| 1997 | 131e            |               |
| 1998 |                 |               |
| 1999 | 139e            | 65e           |
| 2000 |                 |               |
| 2001 |                 |               |